# Isaïe de Rostov
Saint Isaïe de Rostov, né dans la région de Kiev et mort le 15 mai 1090, est un missionnaire chrétien et évêque russe.
Il est fêté dans l'Église orthodoxe russe le 15 mai.

## Biographie
La première référence historique à Isaïe apparaît dans la Vie de Théodose des Grottes (en russe : Житие Феодосия Печерского). Selon le biographe de Théodose, le prince Iziaslav Ier choisi en 1062 Isaïe, un moine de la laure des Grottes de Kiev, pour être abbé du nouveau monastère Saint-Dmitri à Kiev. En 1077, il est le deuxième évêque de Rostov et Iaroslavl, succédant à Léonce de Rostov. Comme le christianisme n'était pas encore bien établi dans la région, il passe son mandat à convertir les païens, à éradiquer l'idolâtrie et à encourager la propagation du christianisme.
Le siège épiscopal de Rostov reste vacant pendant plus d'un siècle après la mort d'Isaïe. Les reliques de Leonti et d'Isaïe sont découverts au début des années 1160. Il est canonisé en 1474 et ses dépouilles ré-inhumées cette même année dans la nouvelle cathédrale de Rostov.